# Nevarni mladostniki
Nevarni mladostniki  (izvirno francosko Le péril jeune) je film režiserja Céderica Klapischa iz leta 1994. Žanrsko bi ga lahko uvrstili med mladostniške komedije.

## Zgodba
Štirje prijatelji, ki so spomladi 1976 skupaj obiskovali srednjo šolo, se po dolgih letih spet srečajo. Drug na drugega naletijo v bolnici, kjer se rojeva otrok njihovega skupnega, a na žalost pokojnega srednješolskega prijatelja. Ta je umrl nekaj tednov pred rojstvom otroka zaradi prekomernega odmerka droge. Za njegove prijatelje je to odlična priložnost, da skupaj podoživijo svoja najsrečnejša in najlahkotnejša najstniška leta. Leta uporništva, drog, ljubezni, rocka….

## Vloge
- Romain Duris : Tomasi
- Vincent Elbaz : Alain Chabert
- Nicolas Koretzky : Maurice « Momo » Zareba
- Julien Lambroschini : Bruno
- Joachim Lombard : Léon Rouvel